# Sutherlin

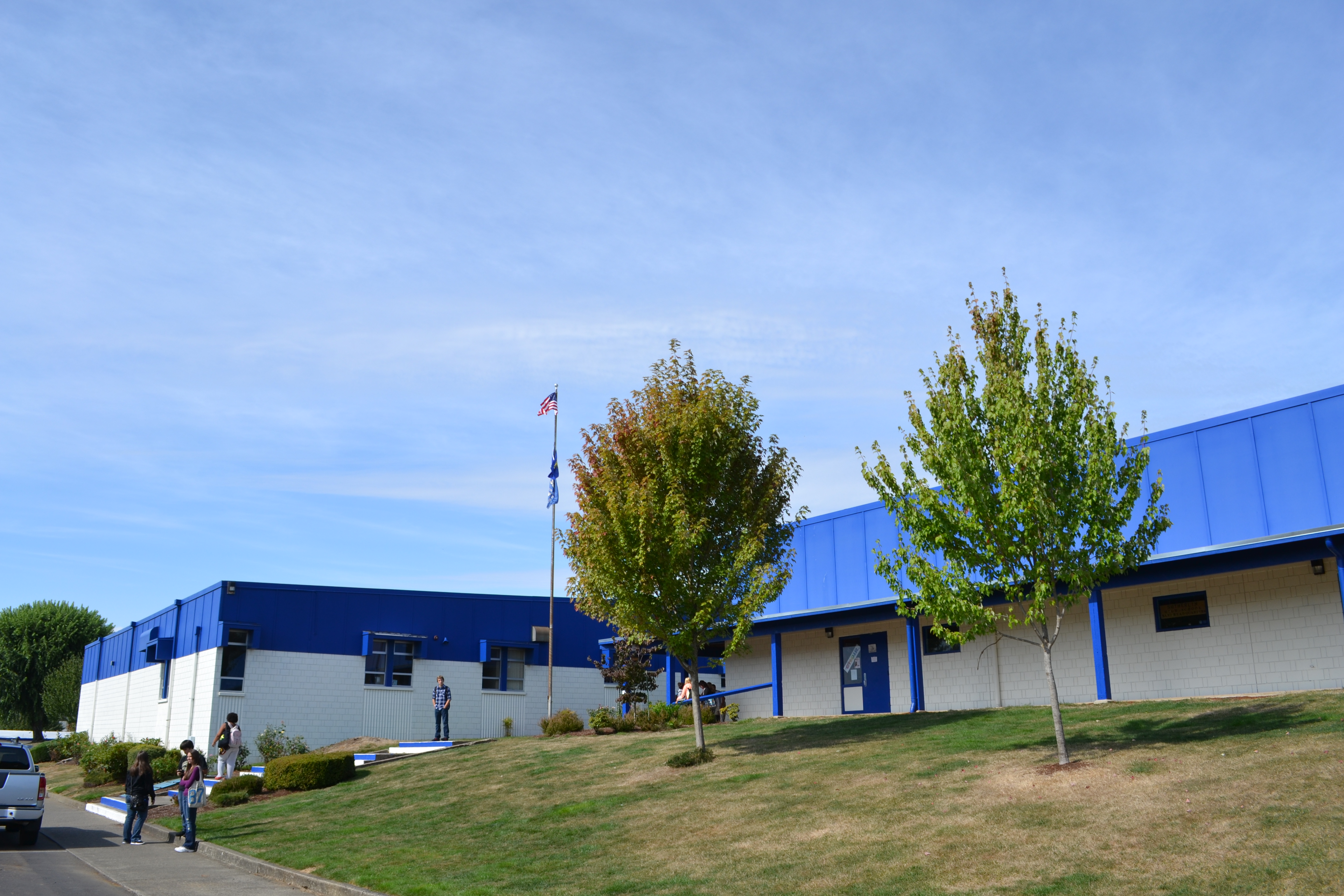
A helyi gimnázium

Sutherlin az Amerikai Egyesült Államok északnyugati részén, Oregon állam Douglas megyéjében helyezkedik el. A 2010. évi népszámláláskor 7810 lakosa volt. A város területe 16,45 km², melyből 0,52 km² vízi.

## Éghajlat
A város éghajlata a Köppen-skála szerint mediterrán (Csb-vel jelölve). A nyarak szárazak, hűvös reggelekkel és forró délutánokkal; a telek pedig hűvösek és csapadékosak. A legcsapadékosabb a november–december, a legszárazabb pedig a július–augusztus időszak. A legmelegebb hónap július és augusztus, a leghidegebb pedig december.
| Hónap                         | Jan. | Feb. | Már. | Ápr. | Máj. | Jún. | Júl. | Aug. | Szep. | Okt. | Nov. | Dec.  | Év    |
| ----------------------------- | ---- | ---- | ---- | ---- | ---- | ---- | ---- | ---- | ----- | ---- | ---- | ----- | ----- |
| Rekord max. hőmérséklet (°C)  | 20,0 | 23,9 | 26,7 | 32,2 | 38,3 | 38,9 | 41,1 | 40,6 | 37,8  | 35,0 | 23,9 | 19,4  | 41,1  |
| Átlagos max. hőmérséklet (°C) | 9,4  | 11,7 | 14,4 | 16,7 | 20,6 | 23,9 | 28,3 | 28,9 | 25,6  | 19,4 | 11,7 | 8,3   | 18,3  |
| Átlaghőmérséklet (°C)         | 5,8  | 6,9  | 8,9  | 10,9 | 14,2 | 17,3 | 20,6 | 20,6 | 17,5  | 12,8 | 8,1  | 5,3   | 12,4  |
| Átlagos min. hőmérséklet (°C) | 2,2  | 2,2  | 3,3  | 5,0  | 7,8  | 10,6 | 12,8 | 12,2 | 9,4   | 6,1  | 4,4  | 2,2   | 6,5   |
| Rekord min. hőmérséklet (°C)  | −7,2 | −7,8 | −3,9 | −2,2 | 0,0  | 2,2  | 6,7  | 6,7  | 1,7   | −6,1 | −6,7 | −18,0 | −18,0 |
| Átl. csapadékmennyiség (mm)   | 134  | 109  | 93   | 75   | 56   | 28   | 9    | 11   | 24    | 63   | 152  | 170   | 924   |
| Forrás: The Weather Channel   |      |      |      |      |      |      |      |      |       |      |      |       |       |

## Népesség

### 2010
A 2010-es népszámláláskor a városnak 7810 lakója, 3249 háztartása és 2178 családja volt. A népsűrűség 490,3 fő/km2. A lakóegységek száma 3566, sűrűségük 223,9 db/km2. A lakosok 92,4%-a fehér, 0,2%-a afroamerikai, 1,9%-a indián, 0,6%-a ázsiai, 0,1%-a a Csendes-óceáni szigetekről származik, 1,8%-a egyéb, 2,9%-a pedig kettő vagy több etnikumú. A spanyol vagy latino származásúak aránya 6,1% (4,6% mexikói, 0,3% Puerto Ricó-i, 0,1% kubai, 1,1% egyéb spanyol vagy latino származású.)
A háztartások 27,3%-ában élt 18 évnél fiatalabb. 51,6% házas, 11,4% egyedülálló nő, 4,1% egyedülálló férfi, 33% pedig nem család. 27,3% egyedül élt; 14,8%-uk 65 éves vagy idősebb. Egy háztartásban átlagosan 2,37 személy élt; a családok átlagmérete 2,86 fő.
A medián életkor 44,8 év volt. A város lakóinak 22,4%-a 18 évesnél fiatalabb, 6,6% 18 és 24 év közötti, 21,2%-uk 25 és 44 év közötti, 25,7%-uk 45 és 64 év közötti, 24%-uk pedig 65 éves vagy idősebb. A lakosok 47,6%-a férfi, 52,4%-a pedig nő.

### 2000
A 2000-es népszámláláskor  a városnak 6669 lakója, 2713 háztartása és 1909 családja volt. A népsűrűség 418,6 fő/km2. A lakóegységek száma 2975, sűrűségük 186,8 db/km2. A lakosok 93,79%-a fehér, 0,13%-a afroamerikai, 1,72%-a indián, 0,51%-a ázsiai, 0,06%-a a Csendes-óceáni szigetekről származik, 1,09%-a egyéb-, 2,68%-a pedig kettő vagy több etnikumú. A spanyol vagy latino származásúak aránya 3,97% (3% mexikói,   1% pedig egyéb spanyol/latino származású.)
A háztartások 30%-ában élt 18 évnél fiatalabb. 56,7% házas, 9,8% egyedülálló nő; 29,6% pedig nem család. 24,5% egyedül élt; 14,5%-uk 65 éves vagy idősebb. Egy háztartásban átlagosan 2,46 személy élt; a családok átlagmérete 2,88 fő.
A város lakóinak 25%-a 18 évesnél fiatalabb, 6,7% 18 és 24 év közötti, 24,9%-uk 25 és 44 év közötti, 22%-uk 45 és 64 év közötti, 21,3%-uk pedig 65 éves vagy idősebb. A medián életkor 40 év volt. Minden 100 nőre 91,5 férfi jut; a 18 évnél idősebb nőknél ez az arány 86,9.
A háztartások medián bevétele 29 068 amerikai dollár, ez az érték családoknál $34 414. A férfiak medián keresete $32 047, míg a nőké $20 911. A város egy főre jutó bevétele (PCI) $13 439. A családok 12,4%-a, a teljes népesség 14,9%-a élt létminimum alatt; a 18 év alattiaknál ez a szám 16,5%, a 65 évnél idősebbeknél pedig 9,1%.

## Fordítás
Ez a szócikk részben vagy egészben  a   Sutherlin, Oregon című angol Wikipédia-szócikk ezen változatának fordításán alapul.  Az eredeti cikk szerkesztőit annak laptörténete sorolja fel. Ez a jelzés csupán a megfogalmazás eredetét és a szerzői jogokat jelzi, nem szolgál a cikkben szereplő információk forrásmegjelöléseként.